# Gahanna, Ohio
Gahanna là một thành phố thuộc quận Franklin, tiểu bang Ohio, Hoa Kỳ. Năm 2010, dân số của thành phố này là 33248 người.

## Dân số
- Dân số năm 2000: 32636 người.
- Dân số năm 2010: 33248 người.